# Ishidō-ji

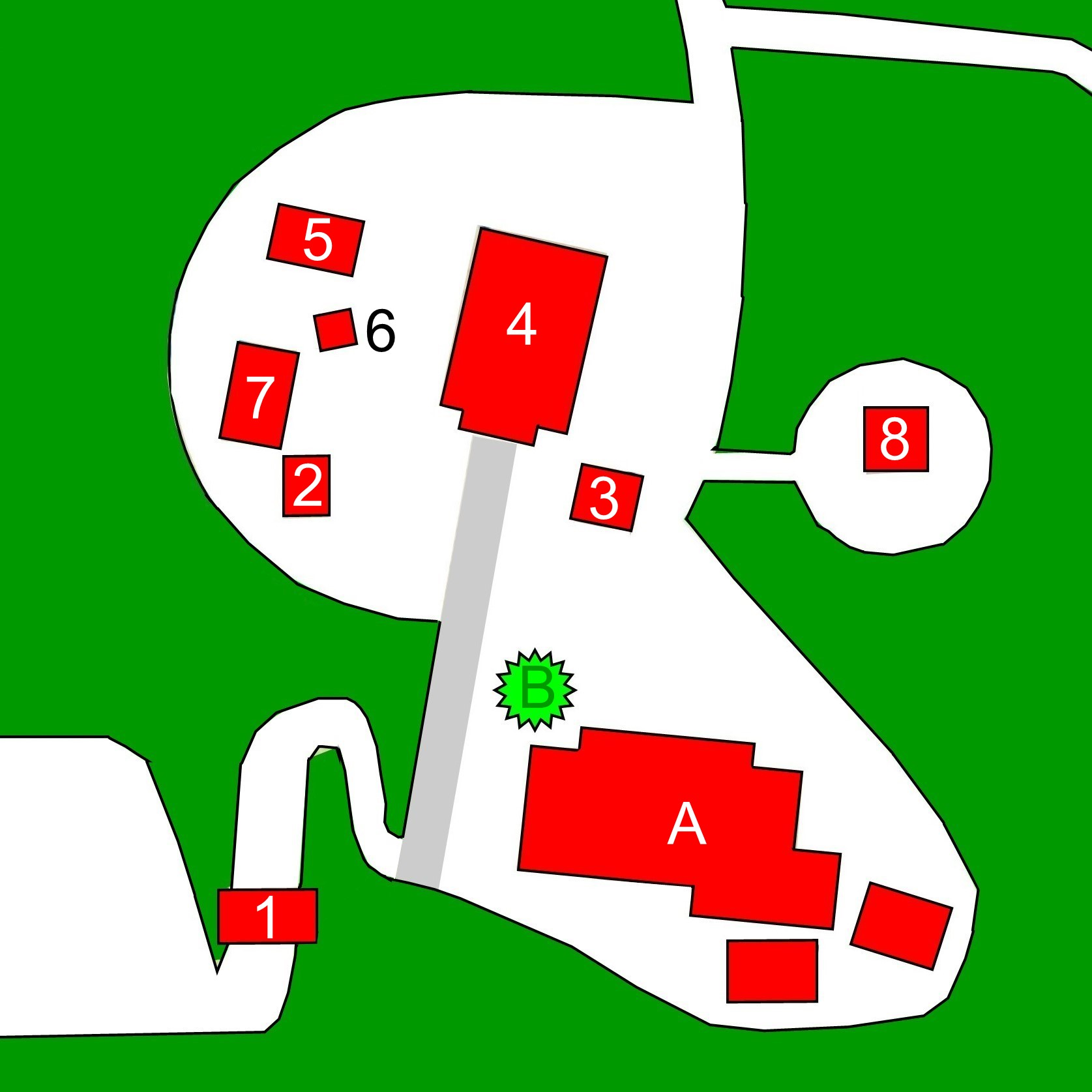
Plan des Tempels (s. Text)

Der Ishidō-ji (japanisch 石堂寺) ist ein alter Tempel, der zur Tendai-Richtung des Buddhismus gehört. Er befindet sich in Minamibōsō in der Präfektur Chiba, Japan, und besitzt eine Reihe von Wichtigen Kulturgütern, im Folgenden als WK abgekürzt.

## Geschichte
Nach der Überlieferung des Tempels wurde dieser im Jahr 745 von Priester Gyōki gegründet. Früher soll auf dem Gelände eine Pagode für Ashoka (304–232), den Enkel von Chandragupta Maurya, gestanden haben, was zum Tempelnamen Sekitō-ji (石塔寺) führte. Zusammen mit den gleichnamigen Tempeln in den Provinzen Ōmi und Kōzuke bildeten sie die „Drei Pagodentempel“ (三塔寺 Santōji). Während der Sengoku-Zeit wurde der Enkel des (Oyumikubō-)Ashikaga Yoshiaki (小弓公方 足利 義明), Yoriuji (頼氏), in diesem Tempel erzogen. Da dieser den Kindernamen Ishidōmaru (石堂丸) hatte, wurde das dann zum Namen des Tempels.
In der Kamakura-Zeit blühte der Tempel, brannte jedoch im Jahr 1487 vollständig ab. 1525 wurde er von der Herrscherfamilie in der Gegend, den Maru (丸氏), an der jetzigen Stelle wieder aufgebaut.

## Anlage
Man betritt den Tempel durch das Tempeltor (山門 Sanmon; 1) und steigt dann einen gewundenen Weg hoch zur Tempelanlage. Oben angekommen hat man zur rechten Seite das Abtquartier (A), den „Heiligen Baum“ (御神木 O-Shimboku; B). Geht man weiter, sieht man auf der linken Seite den Glockenturm (鐘楼 Shōrō; 2). Er stammt aus dem Jahr 1738, die Tempelglocke aus dem Jahr 1331. Auf der rechten Seite steht die Schatzpagode (多宝塔 Tahōtō, 3). Sie wurde im Jahr 1545 von Maru Tsunetsuna (丸 常綱) gestiftet und ist als WK registriert. Nun steht man vor der Haupthalle (本堂 Hondō; 4; WK). Sie ist Zen-Stil ausgeführt. Sie dürfte aus der Erbauungszeit der Anlage stammen. Links von der Haupthalle stehen die Gebetsstätten Taishi-dō (太子堂; 5) und Sannō-dō (山王堂; 7), letztere aus der Sengoku-Zeit. Davor steht eine kleine Pagode in der Form der Hōkyōintō (宝篋印塔; 6), hier etwas ungewöhnlich nicht aus Stein, sondern aus Bronze. Sie wurde 1841 angefertigt.
Die etwas abseits gelegene, schilfgedeckte Yakushi-dō (薬師堂; 8) stand im Ortsteil Ishidōhara (石堂原) von Minamibōsō, wo sie zu einer aufgelassenen Tempelanlage gehörte. 1971 wurde sie hierher verlegt und wieder aufgebaut. Der Tempelüberlieferung nach diente sie als Übergangshaupthalle, als die ursprüngliche nach dem Brand 1487 verloren gegangen war.

## Tempelschätze
Hauptkultfigur ist eine „Elfköpfige Kannon“ (木造十一面観音立像 Mokuzō jūichimen Kannon ritsuzō; WK). Sie ist 180 cm hoch, stammt aus der Heian-Zeit und ist aus einem Stück Holz der Japanischen Nusseibe gefertigt.
In der Schatzpagode steht eine Elfköpfige Kannon aus der Kamakura-Zeit, sie ist als Wichtiges Kulturgut der Präfektur registriert. Früher befanden sich dort auch geschnitzte Darstellungen von hohen Wellen des Nami no Ihachi. Sie sind jetzt im Refektorium zu sehen.